# 아망딘 부르주아
아망딘 부르주아(Amandine Bourgeois, 1979년 6월 12일 ~ )는 프랑스의 가수이다. 2008년 프랑스 버전의 아이돌 시리즈인 Nouvelle Star에서 우승하여 유명세를 탔다. 유로비전 송 콘테스트 2013에 프랑스 대표 자격으로 참가했다.